# Escut de Sant Joan d'Alacant
L'escut de Sant Joan d'Alacant és un símbol representatiu oficial de Sant Joan d'Alacant, municipi del País Valencià, a la comarca de l'Alacantí. Té el següent blasonament:
| « | Escut truncat. Primer, d'atzur, corder d'argent passant, enarborant una banderola, carregada amb la inscripció «Agnus Dei» en lletres de sable. Segon, d'or, els quatre pals de gules. Al timbre, corona reial. | » |

## Història
L'escut de Sant Joan d'Alacant fou rehabilitat mitjançant el Decret 1.128/1973, de 10 de maig, publicat al BOE núm. 135, de 6 de juny de 1973. En 2005 va ser modificat per Resolució del 28 d'abril, del conseller de Justícia i Administracions Públiques, publicada en el DOGV núm. 5.012, de 24 de maig de 2005. Aquesta modificació va consistir només a indicar la forma de l'escut (quadrilong de punta rodona) i de la corona (oberta).
Es tracta del senyal municipal tradicional de la vila. Conté l'Agnus Dei o anyell pasqual, atribut de sant Joan Baptista, patró de la localitat, a la qual dona nom. Els quatre pals recorden la seva vinculació amb la vila reial d'Alacant fins al segle xviii, en què obtingué l'autonomia municipal.